# Andrei Folbert
Andrei Folbert (ur. 6 stycznia 1931 w Meșendorf, zm. 9 września 2003) – rumuński koszykarz. Reprezentant kraju na igrzyskach olimpijskich w 1952 w Helsinkach. Na igrzyskach olimpijskich zagrał w obu meczach, w meczu z Kanadyjczykami zdobył 13 a w meczu z Włochami zdobył 12 punktów.